# استیو یدلین
استیو یدلین (انگلیسی: Steve Yedlin؛ زادهٔ ۲۵ سپتامبر ۱۹۷۵) فیلم‌بردار اهل ایالات متحده آمریکا و از سال ۲۰۱۵ عضو رسمی انجمن فیلم‌برداران آمریکا است.

## فیلم‌شناسی
- می (۲۰۰۲)
- آجر (۲۰۰۵)
- برادران بلوم (۲۰۰۸)
- زن دیگر (۲۰۰۹)
- استاد دائمی (۲۰۰۹)
- پدر اختراع (۲۰۱۰)
- لوپر (۲۰۱۲)
- کری (۲۰۱۳)
- دنی کالینز (۲۰۱۵)
- سن آندریاس (۲۰۱۵)
- جنگ ستارگان: آخرین جدای[۲] (۲۰۱۷)
- چاقوهای بی‌غلاف (۲۰۱۹)